# Julius Erving
Julius Winfield Erving II (født 22. februar 1950 i New York) er en tidligere amerikansk basketballspiller, der blev kendt under navnet Dr. J. Han anerkendes som en af de største spillere i NBA's historie, idet han ved NBA's 50-årsjubilæum i 1996 blev udtaget blandt de 50 bedste spillere. Han spillede for Philadelphia 76ers i størstedelen af sin karriere.
I 1993 blev Erving optaget i Naismith Memorial Basketball Hall of Fame.